# Мечеть Гази Хусрев-бега
Мечеть Гази Хусрев-бега (босн. Gazi Husrev-begova džamija) — мечеть в Сараево, Босния и Герцеговина. Была построена в XVI веке. Она является крупнейшей исторической мечетью в Боснии и Герцеговине и одним из самых представительных османских сооружений на Балканах. Будучи центральной мечетью Сараево с момента ее постройки, сегодня она также служит главной соборной мечетью мусульман в Боснии и Герцеговине. Она расположена в районе Башчаршия в муниципалитете Стари Град и, являясь одним из главных архитектурных памятников города, регулярно посещается туристами.

## История

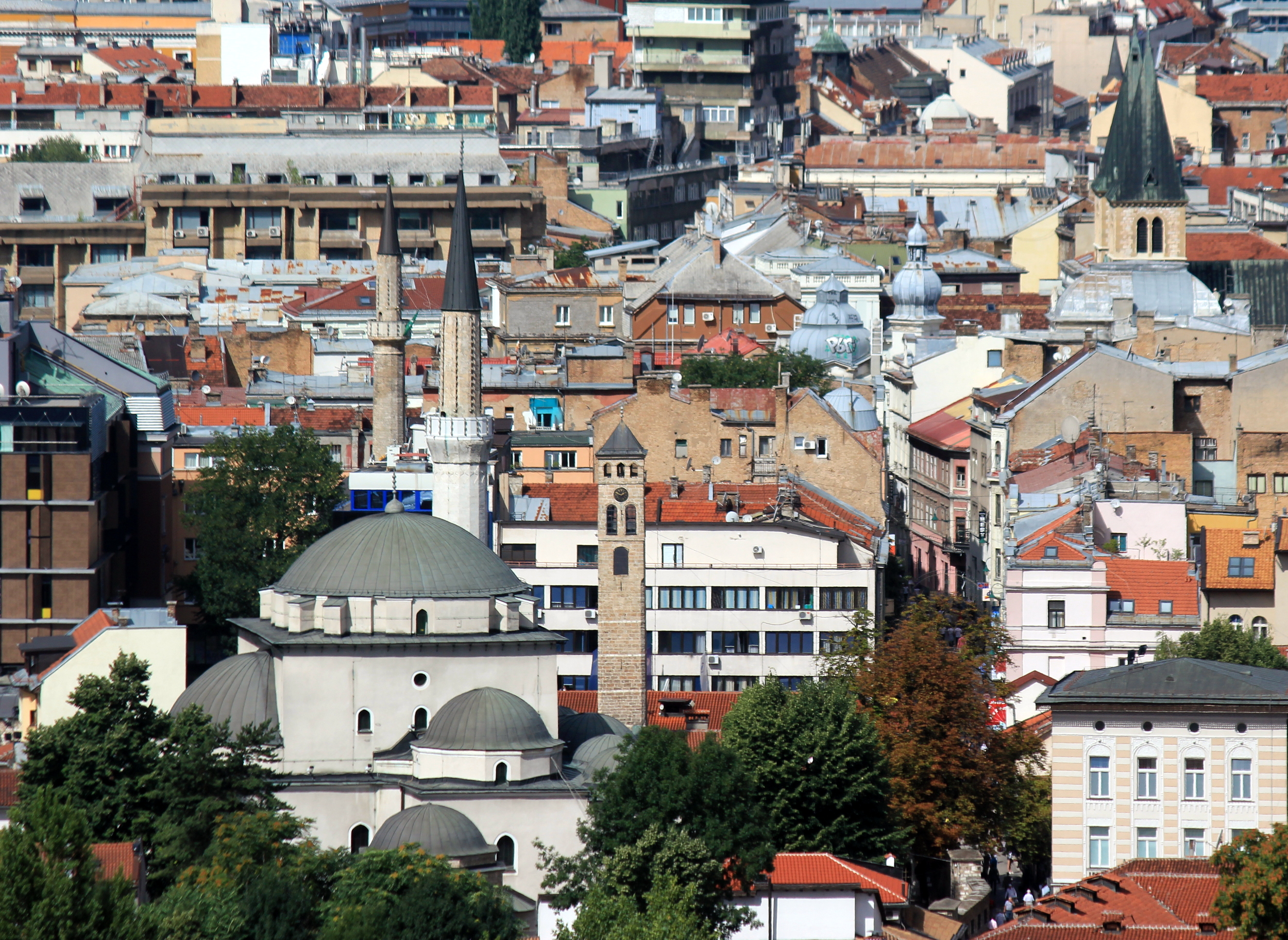
Восточная сторона мечети

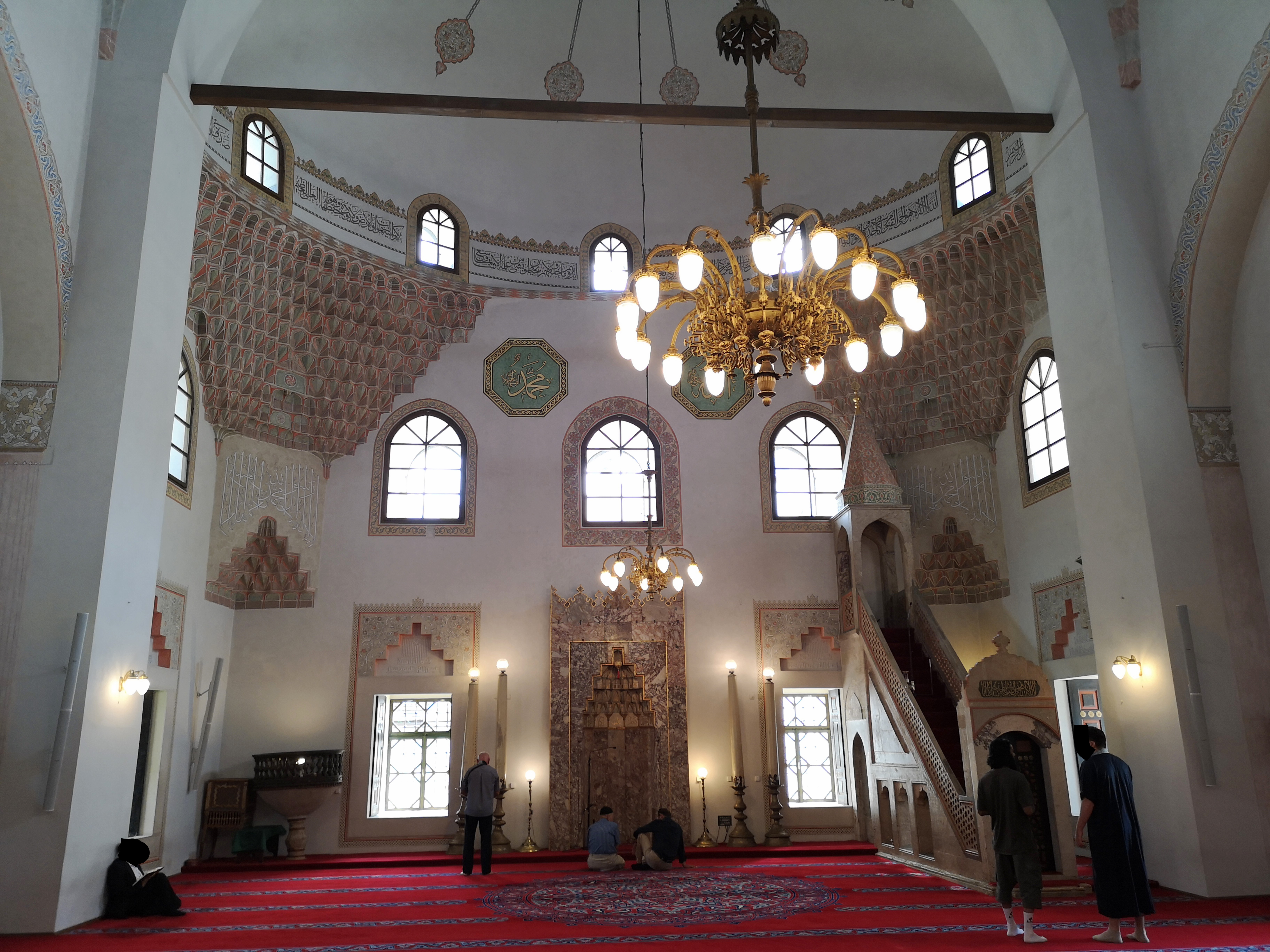
Внутреннее убранство мечети

Мечеть Гази Хусрев-бега была построена в 1530 году как центральный объект пожертвований бея, которые также включали мактаб и медресе (исламские начальную и среднюю школы), безистан (сводчатый рынок), хаммам (общественная баня) и т. д. Основание этого вакфа современным османским губернатором Боснии имело решающее значение в развитии города.
Мечеть Гази Хусрев-бея была первой мечетью в мире, получившей электричество и электрическое освещение в 1898 году во времена Австро-Венгерской империи.